# لا شون فورد
لا شون فورد (بالإنجليزية: La Shawn K. Ford)‏ هو سياسي أمريكي، ولد في 1975. حزبياً، نشط في الحزب الديمقراطي. وقد انتخب عضو مجلس نواب إلينوي.